# Cor Kools

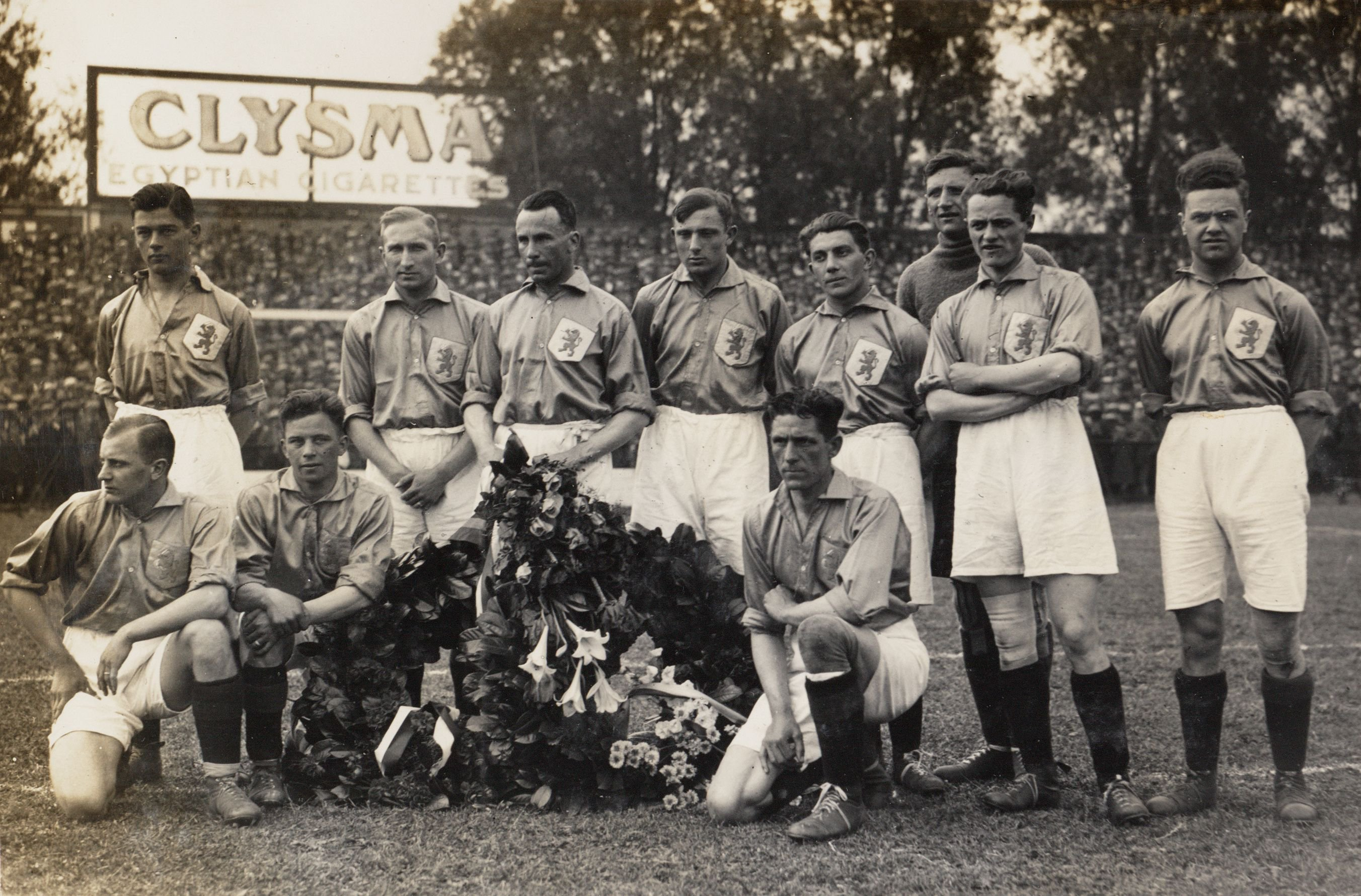
Cor Kools - 1928 (stehend 4. von links)

Cornelis Wilhelmus „Cor“ Kools (* 20. Juli 1907 in Teteringen; † 24. September 1985 in Breda) war ein niederländischer Fußballspieler, der bei NAC Breda aktiv war und 16-mal in der niederländischen Nationalmannschaft spielte. 1928 gehörte er zum Olympiakader der Niederländer.

## Vereinskarriere
Kools wurde im heutigen Bredaer Stadtteil Teteringen geboren und kam bereits mit zwölf Jahren in die Jugend des NAC. Noch mit 18 Jahren, am 7. März 1926 in einem Match gegen den MVV, debütierte er in der ersten Mannschaft. Kools war ein Allround-Spieler, auf allen Positionen einsetzbar, agierte aber meist im Mittelfeld. Neben dem elf Jahre älteren Stürmer Antoon „Rat“ Verlegh war er einer der Garanten für die Erfolge des NAC Ende der 1920er und Anfang der 1930er Jahre, als das Team beständig unter den ersten vier der Eerste klasse zuid, der damals höchsten Spielklasse, stand. Einmal erreichte der NAC in dieser Zeit die Endrunde um die Meisterschaft und wurde 1927 hinter Heracles Almelo Vizemeister; 1930 kam die Mannschaft bis ins Halbfinale um den KNVB-Pokal, musste sich dann jedoch Excelsior Rotterdam geschlagen geben. Im folgenden Jahr zog Kools sich im Meisterschaftsspiel gegen die Tilburger TSV NOAD  eine schwere Knieverletzung zu, die ihn zu einer Meniskusoperation am 20. Juli 1931, seinem 24. Geburtstag, zwang. Dennoch blieb er bis 1941 für seinen Heimatverein aktiv. Insgesamt machte er mehr als 230 Erstligaspiele, in denen der Elfmeterspezialist mindestens 88 Tore erzielte. 16-mal (2 Tore) stand er in Meisterschafts-Endrunden auf dem Platz, 21-mal (10 Tore) im KNVB-Pokal.

## Nationalmannschaft
Nachdem Rat Verlegh, nach zwei einzelnen Einsätzen 1920 und 1923, seit Oktober 1926 zum Stamm der Nederlands Elftal gehörte und auch sein Klubkollege Piet van Boxtel seit November 1927 mehrmals in der Nationalmannschaft eingesetzt worden war, wurde Kools im März 1928 ebenfalls in den Oranje-Kader berufen. Seinen ersten Einsatz feierte er am 22. April 1928 im „alten Stadion“ in Amsterdam – das daneben errichtete Olympiastadion wurde erst am 28. Juli mit der Eröffnung der Olympischen Spiele in Betrieb genommen – in einem Freundschaftsspiel gegen Dänemark, das der deutsche Schiedsrichter Peco Bauwens leitete. Beim 2:0-Sieg erzielte Kools, als Halbstürmer eingesetzt, den zweiten Treffer. Er wurde in den Olympiakader für die Spiele im eigenen Lande berufen, kam aber nach dem Ausscheiden gegen Uruguay erst in der Trostrunde gegen Belgien und gegen Chile zum Einsatz. Bis zum 2. November 1930 stand er in fast allen Spielen der Niederländer auf dem Platz. Er erzielte zwei weitere Tore für sein Team (einen „Doppelpack“ in Norwegen) sowie ein Eigentor in Schweden. Die Knieverletzung und folgende Operation verhinderten weitere Einsätze im Nationaltrikot.

## Nach der aktiven Zeit
Schon kurz nach seinem letzten Spiel für den NAC ernannte ihn der Verein am 26. Juli 1941 zum Ehrenmitglied. Er blieb auch danach dem NAC Breda treu und war bis 1974 auf verschiedenen Positionen als Funktionär im Vereinsvorstand aktiv.